# 7/8
7/8（8分の7、はちぶんのなな）は、0 と 1 の間にある有理数の一つ。十進法で小数表示すると 0.875 である。

## 数学的性質
- 7/8 は 7÷8 に等しい。
- 7/8 は、素因数に2が含まれているN進法では有限小数になる。

## 符号位置
| 記号 | Unicode | JIS X 0213 | 文字参照         | 名称   |
| ---- | ------- | ---------- | ---------------- | ------ |
| ⅞    | U+215E  | -          | &#x215E; &#8542; | 8分の7 |